# Nová Ves (powiat Strakonice)
Nová Ves – miejscowość i gmina (obec) w Czechach, w kraju południowoczeskim, w powiecie Strakonice. W 2022 roku liczyła 86 mieszkańców.